# Puchar AFC w piłce nożnej
Puchar AFC w piłce nożnej (AFC Cup) – cykliczne rozgrywki piłkarskie, organizowane przez Azjatycką Federację Piłkarską. Odpowiednik europejskiej Ligi Europy UEFA.

## Kwalifikacje
Do rozgrywek o Puchar AFC automatycznie kwalifikują się 32 zespoły z azjatyckich narodowych federacji, które nie trafili do Azjatyckiej Ligi Mistrzów (20 z Zachodniej Azji i Indii oraz 12 ze Wschodniej Azji).
Zespoły zostają podzielone na grupy, w których graja o awans do ćwierćfinału. Zespoły grają w ośmiu grupach po cztery kluby według regionalnego podziału. Każdy pojedynek między zespołami w grupie rozegrany jest w formie dwumeczu.
Kluby, które zdobędą pierwsze i drugie miejsce w grupie przechodzą do fazy 1/16 finału. Pojedynki 1/16 finału, 1/8 finału i finał rozgrywane są w jednym meczu, a pojedynki ćwierćfinałowe i półfinałowe rozgrywane są w dwumeczu.

## Uczestnicy
W sumie aż 32 klubów uczestniczyło w rozgrywkach Pucharu AFC sezonu 2010/2011.
Play-off: (2 drużyny)
- Katar i Uzbekistan, zwycięzca którego zakwalifikuje się do fazy grupowej.

Faza grupowa: (32 zespołów)
- 1 zespół z play-off
- po 2 zespoły kwalifikują się z: Hongkongu, Iraku, Jordanii, Kuwejtu, Libanu, Malediwów, Omanu, Syrii, Jemenu,
- po 1 zespołu kwalifikują się z: Bahrajnu, Malezji, Indonezji, Singapur, Indie, Tajlandii, Wietnamu
- 6 przegranych w meczach play-off rozgrywek Azjatyckiej Ligi Mistrzów sezonu 2010/2011. Spośród tych przegranych może automatycznie okazać się zespół, który nie spełnił kryteriów gry w Azjatyckiej Lidze Mistrzów.

## Wyniki finałów Pucharu AFC
| Sezon     | Zwycięzca                                    | Wynik                                        | Drugie miejsce                               |
| --------- | -------------------------------------------- | -------------------------------------------- | -------------------------------------------- |
| 2023/2024 | Central Coast Mariners                       | 1 - 0 (w Bourj)                              | Al-Ahed                                      |
| 2022      | Al-Seeb Club                                 | 3 - 0 (w Kuala Lumpur)                       | Kuala Lumpur City F.C.                       |
| 2021      | Al-Muharraq SC                               | 3 - 0 (w Al-Muharraq)                        | Nasaf Karszy                                 |
| 2020      | Turniej przerwano z powodu pandemii COVID-19 | Turniej przerwano z powodu pandemii COVID-19 | Turniej przerwano z powodu pandemii COVID-19 |
| 2019      | Al Ahed                                      | 1 - 0 (w Kuala Lumpur)                       | April 25                                     |
| 2018      | Al-Quwa Al-Jawiya                            | 2 - 0 (w Basra)                              | Altyn Asyr Aszchabad                         |
| 2017      | Al-Quwa Al-Jawiya                            | 1 - 0 (w Hisar)                              | Istiklol Duszanbe                            |
| 2016      | Al-Quwa Al-Jawiya                            | 1 - 0 (w Doha)                               | Bengaluru FC                                 |
| 2015      | Johor Darul Takzim                           | 1 - 0 (w Duszanbe)                           | Istiklol Duszanbe                            |
| 2014      | Al Qadsia                                    | 0 - 0, k.4 - 2 (w Dubaju)                    | Arbil FC                                     |
| 2013      | Kuwait SC                                    | 2 - 0 (w Kuwejcie)                           | Al Qadsia                                    |
| 2012      | Kuwait SC                                    | 4 - 0 (w Irbil)                              | Arbil FC                                     |
| 2011      | Nasaf Karszy                                 | 2 - 1 (w Karszy)                             | Kuwait SC                                    |
| 2010      | Al-Ittihad Aleppo                            | 1 - 1, k.4 - 1 (w Kuwejcie)                  | Al Qadsia                                    |
| 2009      | Kuwait SC                                    | 2 - 1 (w Kuwejcie)                           | Al Karama                                    |
| 2008      | Al-Muharraq                                  | 10 - 5 (mecz i rewanż)                       | Safa Beirut                                  |
| 2007      | Shabab Al-Ordon                              | 2 - 1 (mecz i rewanż)                        | Al-Faisaly                                   |
| 2006      | Al-Faisaly                                   | 5 - 4 (mecz i rewanż)                        | Al-Muharraq                                  |
| 2005      | Al-Faisaly                                   | 4 – 2 (mecz i rewanż)                        | Al-Nejmeh                                    |
| 2004      | Al-Jaish                                     | 3 – 3 (mecz i rewanż)                        | Al-Wahda                                     |